# Koninklijke Riviera KC
Koninklijke Riviera Deurne Korfbalclub, kortweg RI4A, is een Belgische korfbalclub uit Deurne.

## Geschiedenis
De club ontstond uit een gezelschap van excursionisten en een toneelgezelschap van de Koninklijke Burgerkring. Onder invloed van Belgen terugkerend vanuit Nederland, die daar kennis hadden gemaakt met een "nieuwe" sport, werd in 1921 de Belgische korfbalbond gesticht. Op 7 mei 1925 werd de korfbalclub Riviera gesticht. Een snelle aangroei van leden werd verwezenlijkt door de overkomst van een groot aantal spelers van Brabo KC, een naburige korfbalvereniging die in 1926 werd ontbonden. Op 5 juli 1926 sloot Riviera zich aan bij de Koninklijke Belgische Korfbalbond (KBKB).
De club startte in tweede klasse, maar promoveerde reeds in het competitiejaar 1927-1928 naar eerste klasse, om daar in hetzelfde jaar als derde te eindigen. In competitiejaar 1931-1932 werd de ploeg voor het eerst kampioen van België. Ook de 5 daaropvolgende seizoenen werd Riviera kampioen. In 1934 wonnen ze, als eerste Belgische club, het groots opgezette Internationaal Paastornooi van Scaldis, de voorloper van de Europa Cup op het veld. In 1936 wonnen ze dit tornooi nogmaals.
Na deze eerste topjaren kwam er een periode van verval. Andere opkomende clubs werden sterker, en Riviera kon geen betere spelers uit andere clubs aantrekken. Kentering kwam er in 1935, toen Rik Campers de eerste jeugdploeg stichtte. Het jeugdtornooi van de club draagt tot op heden zijn naam. Tegen 1940 kon worden gesproken van een degelijke infrastructuur en een versterkte jonge spelersgroep. In 1942 werd het terrein van de club in beslag genomen en omgevormd tot landbouwgebied. De club week uit naar geleende speelvelden. Tijdens de periode van de V-bommen werden tevens de clublokalen getroffen. Het Ter Rivierenhof bleef ter beschikking van de geallieerden.
In het seizoen 1960-1961 werden de junioren en scholieren van Riviera landskampioen. Beide titels werden in het seizoen 1962-1963 verlengd. In het seizoen 1967-1968 werden de junioren opnieuw Belgisch kampioen. Kort nadien werd het huidige clubhuis gebouwd.
De club werd tweemaal zaalkampioen, elfmaal veldkampioen en viermaal bekerwinnaar. Daarnaast wonnen ze tweemaal het Internationaal Paastournooi en eenmaal de Europa Cup.

## Infrastructuur
De accommodatie van de club is gelegen in het park Groot Schijn te Deurne. Voor de zaalcompetitie maakt de club gebruik van de sporthal 'Kwik Indoor' te Merksem.

## Palmares
| Aantal | Titel                               | Editie                                                             |
| ------ | ----------------------------------- | ------------------------------------------------------------------ |
| 1x     | Winnaar Europa Cup                  | 1977                                                               |
| 11x    | Landskampioen (veld)                | 1932, 1933, 1934, 1935, 1936, 1973, 1974, 1975, 1977, 2005 en 2010 |
| 2x     | Landskampioen (zaal)                | 2005 en 2006                                                       |
| 4x     | Winnaar Beker van België            | 1988, 2005, 2006 en 2007                                           |
| 2x     | Winnaar Internationaal Paastournooi | 1934 en 1936                                                       |

### Individuele prijzen
| Korfballer van het jaar - Guy Campers (1974) - Herman Van den Bergh (1975) - Rik Mathis (1976) - Bart Cleyman (2004 en 2005) - Mitch Lenaerts (2007, 2008, 2009 en 2010) | Korfbalster van het jaar - An De Winter (1973) - Betty Dieltjens (1974 en 1979) - Debby Everaert (2004 en 2005) |

## Bekende (ex-)spelers
- Guido Campers
- Bart Cleyman
- An de Winter
- Betty Dieltjens
- Jill Driessens
- Debby Everaert
- Mitch Lenaerts
- Henri Mathis
- Amy Pauwels
- Lisa Pauwels
- Herman Van den Berghe
- Dennis Vermeiren